# مايكل إتش. باين
مايكل إتش. باين (بالإنجليزية: Michael H. Payne)‏ (10 فبراير 1965)؛ مقدم برامج إذاعية وروائي أمريكي. درس في جامعة كاليفورنيا.